# Hyalolaena bupleuroides
Hyalolaena bupleuroides är en flockblommig växtart som först beskrevs av Alexander Gustav von Schrenk, Fisch. och Carl Anton von Meyer, och fick sitt nu gällande namn av Pimenov och Kljuykov. Hyalolaena bupleuroides ingår i släktet Hyalolaena och familjen flockblommiga växter. Inga underarter finns listade i Catalogue of Life.